# Sansha
Sansha (in cinese 三沙, in pinyin Sānshā) è una città-prefettura della Provincia di Hainan, in Cina. Amministra alcuni gruppi di isole o atolli del Mar Cinese meridionale tra cui le Isole Spratly, le Isole Paracelso e le Isole Zhongsha. L'intero territorio è de facto oggetto di dispute territoriali.
Il territorio ha assunto lo status di città-prefettura il 24 luglio 2012, trasformando quello che in precedenza era solo un ufficio amministrativo e ha sede nell'Isola di Woody, nelle Paracelso, dove risiedono circa 600 civili cinesi.

## Geografia antropica

### Suddivisioni amministrative
Sansha è una città di livello di prefettura, governata da un congresso di 60 delegati eletti direttamente e un comitato di 15 membri. Non ha suddivisioni di terzo livello ma direttamente tre città (镇 zhen), una per arcipelago:
Città
- Isole Paracelso (西沙群岛)
- Isole Spratly (南沙群岛)
- Isole Zhongsha (中沙群島)